# Mitterlabill
Mitterlabill è una frazione di 197 abitanti del comune austriaco di Schwarzautal, nel distretto di Leibnitz (Stiria). Già comune autonomo del distretto di Südoststeiermark, il 1º gennaio 2015 è stato fuso con gli altri comuni soppressi di Breitenfeld am Tannenriegel, Hainsdorf im Schwarzautal, Schwarzau im Schwarzautal e Wolfsberg im Schwarzautal per costituire il nuovo comune mercato (Marktgemeinde).